# Blackberry Playbook

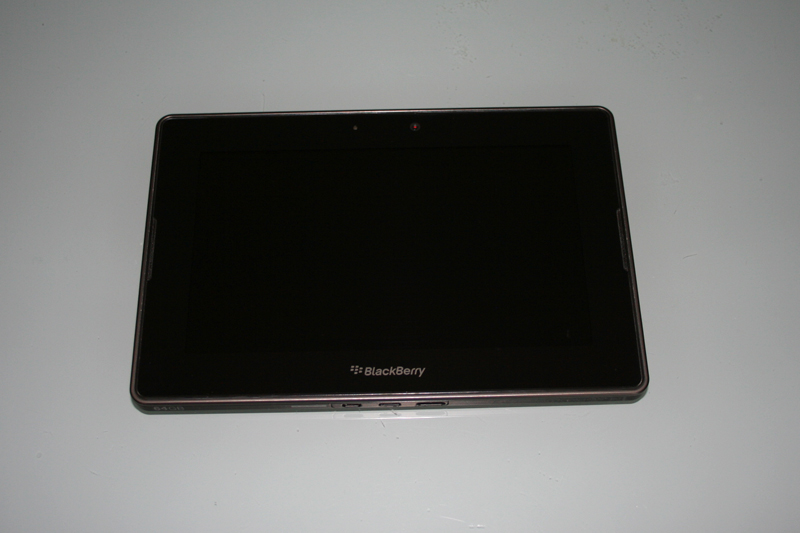
BlackBerry PlayBook

Blackberry Playbook, av Research in Motion skrivet BlackBerry PlayBook, är en surfplatta från Research in Motion.
Blackberry Playbook presenterades i september 2010 och började saluföras i slutet av mars 2011 i USA och Kanada med internationell säljstart som är planerad till andra kvartalet 2011. Surfplattan har en skärmstorlek på 7 tum vilket gör den till lika stor som den ursprungliga Samsung Galaxy Tab och mindre än Apples Ipad.

## Specifikationer
- Presenterad: 27 september 2010 [1].
- Säljstart (USA & Kanada): 22 mars 2011 [2].

Hårdvara
- 7 tum kapacitiv pekskärm (upplösning: 1024 x 600)
- Dubbla kameror
  - Frontkamera: 3 megapixel (stillbilder) och 1080p (video)
  - Huvudkamera: 5 megapixel (stillbilder) och 1080p (video)
- Fysiska portar: micro-USB och micro-HDMI
- HDMI-utgång (1080p-stöd)
- 1 GHz dual-core processor
- 1 GB RAM
- 16, 32 eller 64 GB lagring
- Wi-Fi (802.11 a/b/g/n)
- Bluetooth 2.1+EDR
- GPS
- Sensorer:
  - Orientation Sensor (Accelerometer)
  - 6-Axis Motion Sensor (Gyroscope)
  - Digital Compass (Magnetometer)
- Stereohögtalare och stereomikrofoner
- Mått: 130 x 194 x 10 mm (5.1” x 7.6” x 0.4”)
- Vikt: 425 g (0,9 lbs)

Mjukvara
- Blackberry Tablet OS
- Ljudformat: MP3, AAC och WMA
- Videoformat: H.264, MPEG4 och WMV med stöd för höga upplösningar